# كريستوفر سنو
كريستوفر سنو (بالإنجليزية: Christopher Snow)‏ هو ضابط بحري بريطاني، ولد في 16 أبريل 1958.